# Enzims degradatius
Un enzim degradatiu és un enzim (en un sentit més ampli una proteïna) que degrada molècules biològiques. Alguns exemples d'enzims degradatius són:
- Lipasa, que digereix lípids[1]
- Carbohidrasa, que digereix carbohidrats (p. ex., sucres)[2]
- Proteasa, que digereix proteïnes[3]
- Nucleasa, que digereix àcids nucleics.
- Catelicidins, polipèptids antimicrobials que es troben als lisosomes.